# Азаз
Азаз ил Аазаз (арап. زعزاز) је град у Сирији, у покрајини Алеп; управни центар округа Азаз. Налази се на северу земље, 10 km од турско-сиријске границе. Познат је по чувеној Битки код Азаза, између крсташа и Турака Селџука 11. јуна 1125. године.
Током грађанског рата у Сирији, град је постао место сукоба између сиријских Курда и Турских јединица. 2016. године одиграна је жестока битка за град.

## Географија
Налази се око 50 km северозападно од Алепа и 7 km од границе са Турском, на надморској висини од 573 м надморске висине.

## Историја
Године 1030. дошло је до битке за Азаз, у којој је поражен византијски цар Роман III Аргир. Ускоро је град био поробљен од стране Византинаца под командом Никетаса из Мистеие.
Дана 11. јуна 1125. године, крсташке јединице под командом јерусалимског краља Балдуина II у бици код Азаза победиле су Турке Селџуке и уклониле опсаду града.
Године 1118, гроф од Едесе Жосцелин I од Куртенеа је протерао је из града атабега Алепа. Следеће године, крсташи, на челу са Руђером од Салерна, били су поражени у бици на Крвавом пољу.
Током грађанског рата (2011–2016), град је више пута постао место борбе. Као мали град, Азаз, међутим, има стратешки значај као кључна веза на путу између Турске и Алепа - другог по величини града у Сирији. Представници Слободне сиријске армије објавили су 19. јула 2012. да су заузели град, као резултат три недеље борбе.
У ноћи 18. септембра 2013. године, као резултат четворосатне битке, град је заробљен од стране ИСИС-а. Заробљавање је било праћено протеривањем одреда Слободне сиријске армије и погубљењем стотина његових војника.  Током грађанског рата почетком 2016. године дошло је до сукоба између курдских снага (ИПГ) и сиријских побуњеника на подручју Азаза, што је имало озбиљан утицај на ток сукоба.
Дана 7. јануара 2017. у граду је извршен терористички напад - најмање 60 мртвих, преко 70 рањених. Према турској агенцији Анадолу, минирана кола су експлодирала у близини зграде суда Ахрар асх-Схам, узрокујући смрт многих милитаната.